# 哈拉爾德·韋爾特

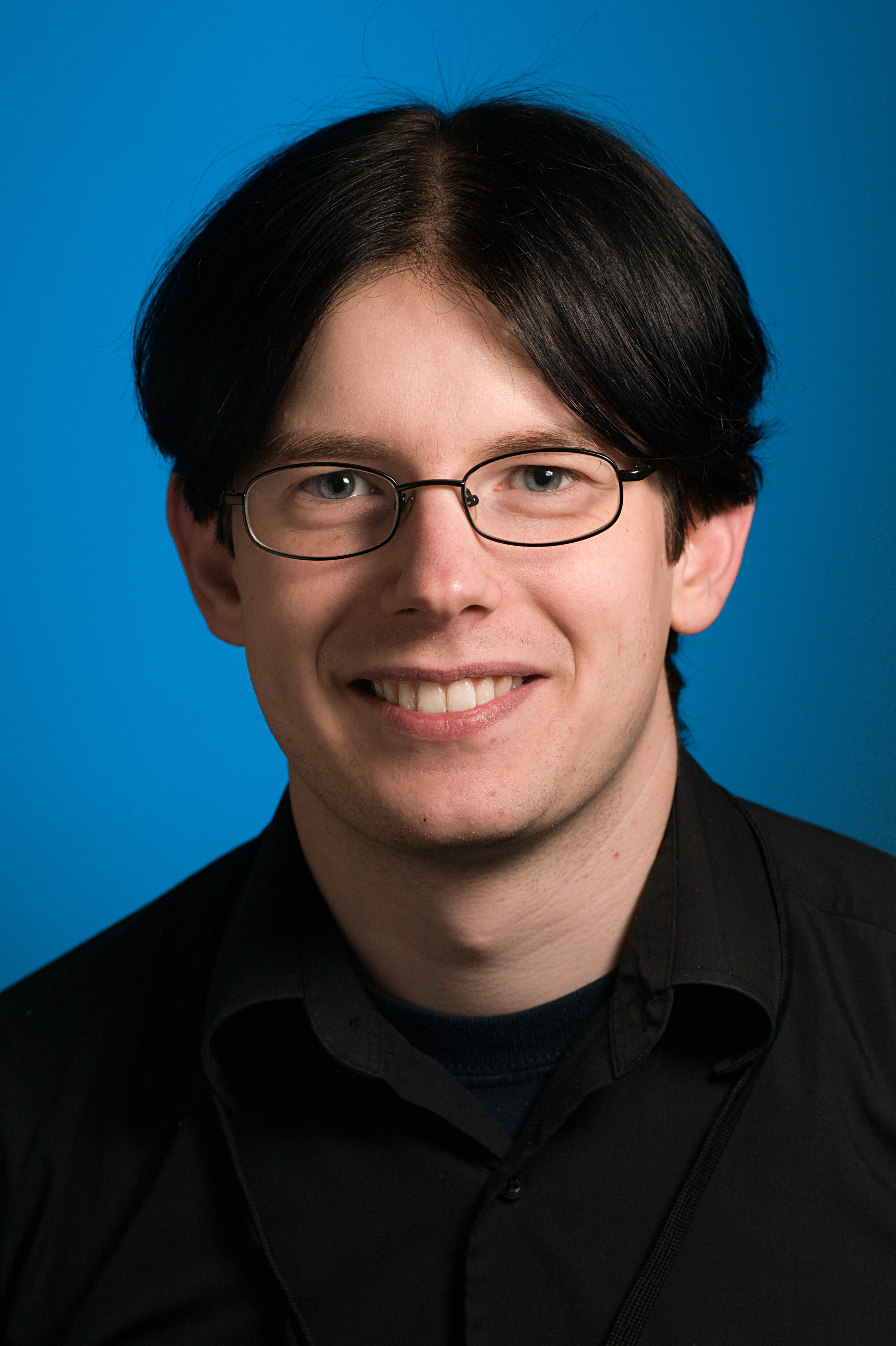
2010年的哈拉爾德·韋爾特

哈拉爾德·韋爾特（德語：Harald Welte，1979年—，化名LaForge）是一位德國程式設計師及自由软件运动的倡導者。他因創立並運營專案gpl-violations.org而聞名，透過該專案他首次揭露並追究對GNU通用公共许可证的違規行為，並在多起司法訴訟中勝訴。因此，他於2007年獲得自由软件基金会頒發的自由软件进步奖。
他是Linux内核中防火牆子系統netfilter/iptables的核心開發團隊成員。直到2007年，韋爾特在OpenMoko專案中擔任主要角色，但隨後因時間有限而退出該專案。從2008年到2010年初，他受聘為威盛電子擔任顧問。  
自2009年起，他參與多個自由GSM專案，如OpenBSC與OsmocomBB；並為OsmocomTETRA實作了TETRA標準。2011年，他創立了sysmocom公司，提供這些專案相關的商業服務。  
2016年5月，他成功將GTP-U實作合併進入Linux内核（版本4.7）。